# 라하르트 아담스
라하르트 아담스(Rahart Adams, 1996년 1월 31일 ~ )는 오스트레일리아 배우이다. 삭제된 소년들 및 모든 마녀의 길에서 그의 역할로 알려져 있다.

## 전기
1996년 1월 31일 빅토리아주 멜버른에서 호주에서 태어난 파키스탄과 몰타 혈통의 부모와 네 자녀 중 둘째로 태어났다. 현재 버윅 문법에서 VCE 마지막 해에 미디어 및 비즈니스 연구를 졸업하고 있다.

## 출연
- 네이버스 (2013)
- 삭제된 소년들 (2013-2015)
- 모든 마녀의 길 (2014-2015)
- 거짓말쟁이, 거짓말쟁이, 뱀파이어 (2015)
- 삭제된 소년들: 그림자의 책 (2016)
- 뮤지컬 이모 (2016)
- 하우스 허스밴즈 (2017)
- 퍼시픽 림: 업라이징 (2018)